# Кучма, Александр Васильевич
Алекса́ндр Валерьевич Ку́чма (9 декабря 1980, Джамбул, Казахская ССР, СССР) — казахстанский футболист, защитник. Выступал за сборную Казахстана.

## Карьера

### Клубная
Воспитанник джамбульского футбола. Играл за «дубль» «Тараза», в 17 лет начал играть за основную команду. В 2000 году уехал в Германию, перейдя в «Раштатт 04», поиграл 2 года. В 2002 году выступал за немецкий «Зонненхоф Гроссашпах».
В 2005-06 играл за польский «Рух», который выступал в первой лиге.
В 2006 году перешёл в ФК «Астана». В сезоне 2006 становится чемпионом Казахстана. После банкротства клуба, подписал контракт с «Ордабасы». После окончания сезона ни стал продлевать контракт, и на правах свободного агента перебрался в «Окжетпес». Летом 2010 года в игре с «Тоболом» по решению ФФК отстранен от чемпионата до конца года. В 2011 году Кучма подписал годичный контракт с клубом «Иртыш». Вместе с командой дошёл до второго квалификационного раунда Лиги Европы УЕФА. По окончании сезона вернулся в свой родной «Тараз». В декабре 2012 подписал контракт с костанайским «Тоболом».

### Сборная
С 2004 по 2008 год играл за национальную Сборную Казахстана по футболу|Всего за сборную Казахстана сыграл 37 игр и забил 2 мяча.
.

## Достижения
- Чемпион Казахстана: 2006

## Личная жизнь
- Женат, имеет двоих детей. Старший сын — Макар, младшая дочь — Капитолина.[8].